# Chaetedus reuterianus
Chaetedus reuterianus är en insektsart som först beskrevs av White 1878.  Chaetedus reuterianus ingår i släktet Chaetedus och familjen ängsskinnbaggar. Inga underarter finns listade i Catalogue of Life.